# Distretti delle Figi
I distretti delle Figi (in figiano: Tikina Cokavata) costituiscono la suddivisione territoriale di terzo livello del Paese, dopo le dipendenze e le Province, e ammontano a 17; ciascuno di essi si suddivide a sua volta in sottovillaggi (Tikina Vou), gruppi di villaggi (Koro) e villaggi.
I villaggi, quando raggiungono un certo numero di abitanti, assumono la qualifica di town (ve ne sono dodici attualmente) o di città (qualifica ottenuta solo dalla capitale Suva e da Lautoka).